# Иосиф (католикос-патриарх Востока)
Мар Иосиф (Мар Йосеп; сир. ܝ‍ܘܣܦ; ум. 570) — католикос-патриарх Церкви Востока с 552 года по 567 год.
Обучался медицине в Византийской империи и практиковал в окрестностях Нисибина, где принял монашество. После знакомства с правителем Сасанидской империи Хосровом I был назначен митрополитом, а в мае 552 года католикосом-патриархом Церкви Востока. В 554 году при Иосифе состоялся поместный собор. Был низложен шахом Хосровом I в результате внутрицерковной борьбы в 567 году, умер в 570 году (или по другим данным в 575 или 576 году).

## Биография
Получил медицинское образование в Византии, затем вернулся в Нисибин. В одном из окрестных монастырей Церкви Востока принял монашество. Местный марзпан (сасанидский наместник) познакомил Иосифа с правителем государства Сасанидов Хосровом I, который назначил его своим врачом. В награду за исцеление от болезни Хосров I назначил престарелого Иосифа митрополитом, а затем католикосом-патриархом Церкви Востока.
В январе 554 года под председательством Иосифа состоялся поместный собор Церкви Востока в Селевкии-на-Тигре, на котором было утверждено 23 канона. Собор постановил, что католикос и все епископы не могут вступать в брак. Как отмечают исследователи (С. Брок, Н. Н. Селезнёв), богословское содержание постановлений собора весьма близко к халкидонской христологии. Несмотря на это в христологическом постановлении восточно-сирийских богословов присутствует прямая полемика с богословием Второго Константинопольского собора (553) и его осуждением «трёх глав»:
«Прежде всего, мы сохраняем правое исповедание двух природ во Христе, то есть Его Божества и Его Человечества. И мы сохраняем характеристики природ, благодаря которым мы избавляемся от смешения и нарушения [целостности], перемены и изменения. Мы также сохраняем тройственным число кном в Троице и мы исповедуем единое истинное и неизреченное единство в Едином Истинном Сыне Единого Бога, Отца Истины. Тот же, кто думает или говорит о двух христах или двух сынах или кто, по той или иной причине, по тому или иному умыслу, поднимает вопрос о четверице, такового мы анафематствовали и анафематствуем, полагая его членом, отвергнутым всей полнотой христианства».
Во времена эпидемии чумы в государстве Сасанидов (550-е—560-е годы) Иосиф проявил особую заботу о христианском погребении покойников. В связи с заключением мира между Сасанидским Ираном и Византией в 561 году, иранские власти гораздо меньше преследовали христиан, чем во времена предшественника Иосифа Мар Абы I. После первых трёх лет патриаршества, как отмечают хронисты, в поведении Мар Иосифа произошли перемены. Иосиф стал открыто нарушать каноны, брать взятки и проявлять самоуправство в отношении епископов и священников. Недовольство предстоятелем привело к внутреннему конфликту в Церкви Востока. Духовенство и миряне обратились к шаханшаху с просьбой о низложении Иосифа. В итоге внутренней борьбы, Иосиф был низложен Хосровом I, однако шах запретил проводить выборы нового католикоса, и до смерти Иосифа местоблюстителем оставался Мари, епископ Кашкарский. Иосиф умер в 570 году (или по другим данным в 575 или 576 году) и был похоронен в Пероз-Шапуре. Ещё при жизни Иосифа его имя было вычеркнуто из поминальных списков Церкви Востока. 

## Сочинения
В соответствии со сведениями позднейших хронистов Мар Иосиф был автором списка своих предшественников, а также апокрифических посланий от имени Иакова Нисибинского и Ефрема Сирина к низложенному в начале IV века епископу Селевкии-Ктесифона Папе бар Аггаю, где осуждалась идея лишения сана предстоятеля Церкви.